# Sage Kirkpatrick
Sage Kirkpatrick, de son vrai nom Petra Simcekova, est une actrice tchèque connue pour son rôle de Laura Moser dans la série télévisée Dexter. Elle a usé durant sa carrière de nombreux pseudonymes tels que Katherine Kirkpatrick, Laura Palmer et Ravenelle Richardson.

## Filmographie

### Cinéma
- 1999 : Meet Prince Charming
- 1999 : Stripper Wives : Daphne
- 1998 : Hundred Percent : Tanya Rhodes
- 1998 : Club Wild Side : Haley
- 1998 : Sex Files: Alien Erotica : Karen Gilmore
- 1980 : Dr. Heckyl and Mr. Hype : Nurse Neetkiester

### Télévision
- 2006 - 2008 : Dexter : Laura Moser (6 épisodes)
- 2008 : Heroes : une voisine (1 épisode)
- 2007 : Les Experts (CSI: Crime Scene Investigation) : Suzy Gibbons (1 épisode)
- 2005 : The Shield : Emily (1 épisode)
- 2004 : Newport Beach (The O.C.) : Alexis (1 épisode : The Heartbreak)
- 2003 : Dragnet : Denise Blondine (1 épisode : The Little Guy)
- 2002 : Restless Souls (en) de William C. Dowlan : Donna
- 2002 : The Rose Technique : Emily
- 1999 - 2001 : Des jours et des vies (Days of Our Lives) : Jill  (4 épisodes)
- 2001 : State of Grace : Wendy (1 épisode : Perfect Day)
- 2001 : Arrest and Trial dans le rôle de Lucy Post (1 épisode : Husband Draws Deadly Bath)
- 2001 : Roswell : Melissa Foster (2 épisodes : Roswell High et To Serve and Protect)
- 2000 : Baby Luv : Sabrina
- 2000 : Twice in a Lifetime : Bingo (1 épisode : The Trouble with Harry)
- 1999 : Voyeur : Kris Foster
- 1998 : ESP: Extra Sexual Perception : une danseuse érotique
- 1998 : Love Games : Sharon